# Félix Antoine Appert
Pour les articles homonymes, voir Appert.
Félix Antoine Appert, né le 12 juin 1817 à Saint-Remy-sur-Bussy et mort le 18 avril 1891 à Passy (16e arrondissement de Paris), est un général de division et diplomate français, grand-croix de la Légion d'honneur.
Il commande un corps d'armée de 1880 à 1882 puis est ambassadeur de France auprès de l'empereur de Russie de 1883 à 1886.

## Biographie

### Famille

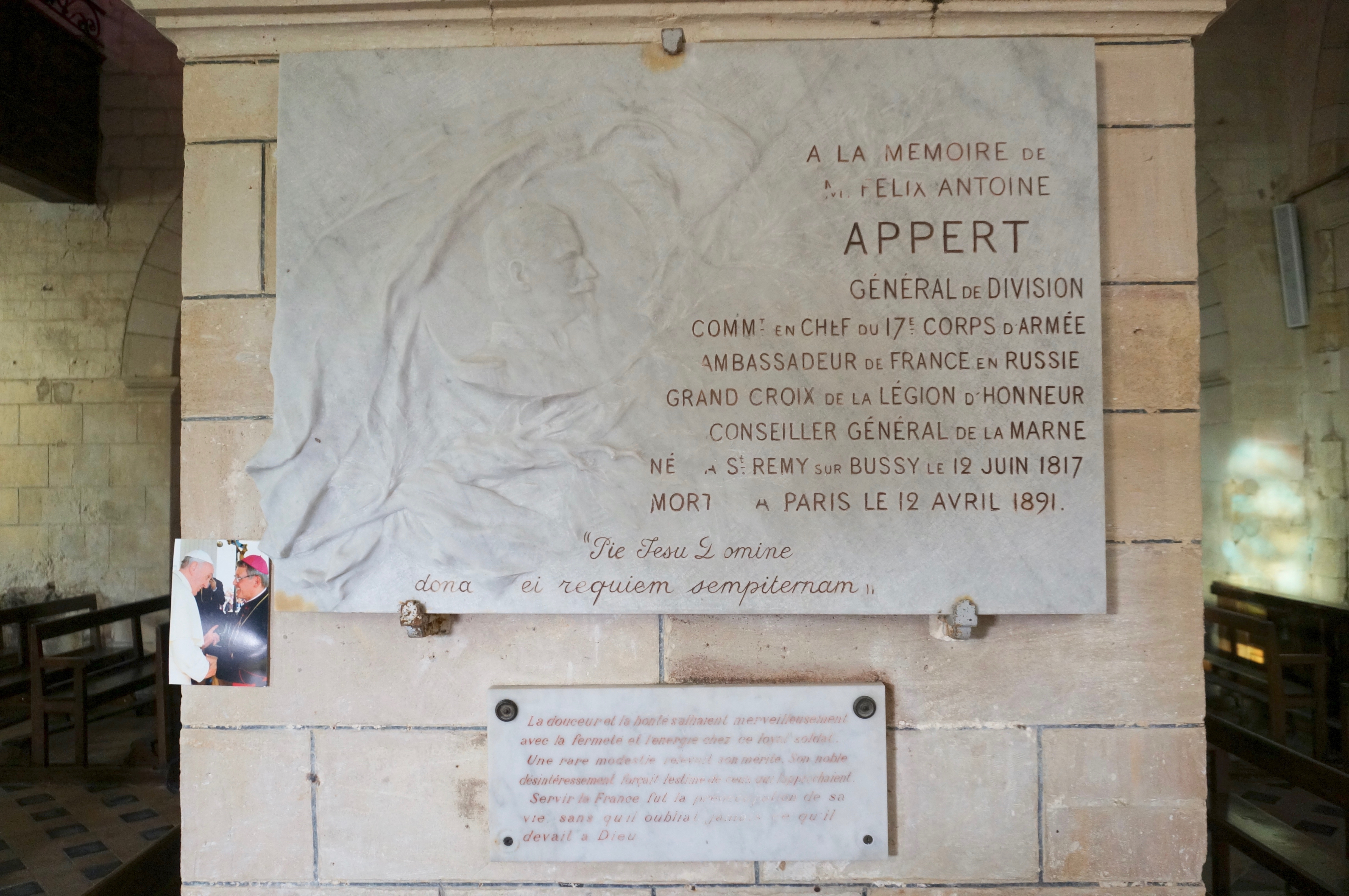
Gravure par René de Saint-Marceaux en l'église Saint-Rémy de Bussy.

Il est le fils d'Augustin Appert (1790-1861), cultivateur, et de Rosalie Camuset (1793-1859). Son oncle Louis Nicolas Appert (1786-1863), grand officier de la Légion d'honneur, est intendant militaire en Algérie, apprécié par le général Bugeaud.
Il épouse en 1850 à Alger, Élinor Recha Hoskier, fille de Christian Hoskiær avec qui il quatre enfants : Henri (1851-1930), général de brigade, marié à Adèle Roland-Gosselin, fille de Louis Roland-Gosselin ; Félix (1860-1914), colonel, marié à Germaine Le Riche de Breuilpont ; Madeleine (1862-1940), épouse de Charles de Bourbon-Busset et Marie Jeanne Barbe, épouse de Georges Dauphinot fils de Simon Dauphinot.

### Formation
Il est élève à l'École spéciale militaire de Saint-Cyr de 1836 à 1838 puis intègre l'École d'application du Corps royal d'état-major. 

### Carrière
Lieutenant en janvier 1842, il est envoyé à Alger, où se trouve son oncle, Louis Nicolas Appert, pour effectuer son stage d'infanterie. Promu capitaine en août 1843, il est attaché à l'état-major du général Bugeaud. Il participe aux côtés du général à la bataille d'Isly en août 1844. Il est cité et fait chevalier de la Légion d'honneur en septembre. Il est aide de camp du maréchal Jacques Louis Randon en 1853, quand il est nommé chef de bataillon. Il quitte l'Algérie après onze années passées sans interruption.
Le maréchal Pélissier, qui l'a connu en Algérie, l'appelle lors de la guerre de Crimée et en en fait son aide de camp.
Chef d'état-major de la garde impériale, Félix Antoine Appert est promu colonel le 12 mars 1862.
Au moment de la guerre avec la Prusse, il est promu général de brigade le 14 juillet 1870. Il fait cette campagne comme chef d'état-major général de la deuxième armée de défense de Paris, celle du général Ducrot, auprès duquel il se trouve dans les grandes batailles sous la capitale, au nombre desquelles celle de Champigny. En récompense de ses services pendant le siège, il est élevé, le 16 décembre 1870, à la dignité de grand officier de la Légion d'honneur.
Après le second siège de Paris et la lutte contre la Commune, il commande la subdivision de Seine-et-Oise jusqu'en 1875. À ce titre, il est chargé de diriger la justice militaire qui juge les Communards à Versailles,.
Il est promu général de division le 3 mai 1875 et nommé vice-président de la commission supérieure des chemins de fer et membre de la commission mixte des travaux publics.
En août 1876, il reçoit le commandement de la 10e division d'infanterie du 5e corps d'armée puis il commande le 17e corps d'armée de mars 1880 à juin 1882, date à laquelle il passe dans la réserve.
Par décret du 10 novembre 1883, il est appelé à représenter la République française comme ambassadeur auprès de l'empereur de Russie à Saint-Pétersbourg, poste qu'il occupe jusqu'en 1886.
Il est admis à la retraite de général le 31 juillet 1884.
Il est aussi membre du conseil général de la Marne. 
Sa notoriété est suffisamment grande pour arriver cinquième à l'élection présidentielle de 1887 sans qu'il se soit lui-même présenté. 
Sa tombe se trouve au cimetière Notre-Dame de Versailles.

## Hommages
Une rue du 16e arrondissement de Paris est nommée en sa mémoire.

## Décorations
| Grand-croix de la Légion d'honneur | Chevalier de 2e classe de l'ordre autrichien de la Couronne de Fer |  |
|                                    |                                                                    |  |

 France
- Grand-croix de la Légion d'honneur (26 février 1886)[4]
  - Grand officier (16 décembre 1870)
  - Commandeur (12 mars 1866)
  - Officier (16 avril 1856)
  - Chevalier (18 septembre 1844)

 Empire d'Autriche
- Chevalier de 2e classe de l'ordre autrichien de la Couronne de Fer

 Royaume de Belgique
- Commandeur de l'Ordre de Léopold[réf. nécessaire] ;

 États pontificaux
- Grand-croix de l'Ordre de Saint-Grégoire-le-Grand[réf. nécessaire] ;

 Royaume d'Italie
- Chevalier de l'Ordre des Saints-Maurice-et-Lazare ;

 Royaume-Uni de Grande-Bretagne et d'Irlande
- Médaille commémorative de Crimée.

### Sources contemporaines
- Théophile de Lamathière, « Appert (Félix Antoine) », dans Panthéon de la Légion d'honneur, t. 14, Paris, E. Dentu, 1875-1911, 528 p. (lire en ligne), p. 114-116.

- Nécrologie : Le général Appert, dans la Revue de Champagne et de Brie, t.3, Arcis-sur-Aube, 1891, pp. 372-373. Lire en ligne.
- Gustave Vapereau, « Appert, Félix Antoine » dans Le Dictionnaire universel des contemporains, Paris, Hachette, 1880, p. 61. Lire en ligne.

### Sources modernes
- Michel Wattel et Béatrice Wattel (préf. André Damien), « Apert, Félix Antoine », dans Les Grand’Croix de la Légion d’honneur : De 1805 à nos jours, titulaires français et étrangers, Paris, Archives et Culture, 2009, 701 p. (ISBN 978-2-35077-135-9).